# Dead Star/In Your World
Dead Star/In Your World is de tiende single van de Britse rockband Muse en is afkomstig van het verzamelalbum Hullabaloo Soundtrack. De single werd uitgebracht op 17 juni 2002 als enige single van het album. Een extended play werd in Frankrijk en Japan uitgebracht op 1 juli 2002.

## Achtergrond
Dead Star is geschreven door zanger en gitarist Matthew Bellamy vlak na de aanslagen op 11 september 2001 in de Verenigde Staten. De videoclip van het nummer is opgenomen in het huis van Winston Churchill in Brighton.
In Your World is geïnspireerd door Johann Sebastian Bach. De videoclip van het nummer werd uitgebracht op 17 juni 2002 en geregisseerd door Matt Askem. Het bevat opnamen van het concert wat de band gaf in Zénith de Paris.
De single behaalde een 13e positie in de UK Singles Chart.

## Nummers

### Single
| Nr. | Titel         | Duur |
| --- | ------------- | ---- |
| 1.  | Dead Star     | 3:42 |
| 2.  | In Your World | 2:36 |

| Nr. | Titel                 | Duur |
| --- | --------------------- | ---- |
| 1.  | Dead Star             | 3:42 |
| 2.  | In Your World         | 2:36 |
| 3.  | Futurism              | 3:27 |
| 4.  | Dead Star (videoclip) | 3:42 |

| Nr. | Titel                      | Duur |
| --- | -------------------------- | ---- |
| 1.  | In Your World              | 2:36 |
| 2.  | Dead Star                  | 3:42 |
| 3.  | Can't Take My Eyes Off You | 3:31 |
| 4.  | In Your World (videoclip)  | 2:36 |

### Extended Play
| Nr. | Titel                      | Duur |
| --- | -------------------------- | ---- |
| 1.  | Dead Star                  | 3:42 |
| 2.  | In Your World              | 2:36 |
| 3.  | Futurism                   | 3:27 |
| 4.  | Can't Take My Eyes Off You | 3:31 |
| 5.  | Dead Star (instrumentaal)  | 3:42 |
| 6.  | Dead Star (videoclip)      | 3:42 |
| 7.  | In Your World (videoclip)  | 2:36 |

| Nr. | Titel                      | Duur |
| --- | -------------------------- | ---- |
| 1.  | Dead Star                  | 3:42 |
| 2.  | In Your World              | 2:36 |
| 3.  | Can't Take My Eyes Off You | 3:31 |
| 4.  | In Your World (live)       | 2:36 |
| 5.  | Dead Star (live)           | 3:42 |